# Sciara del Fuoco

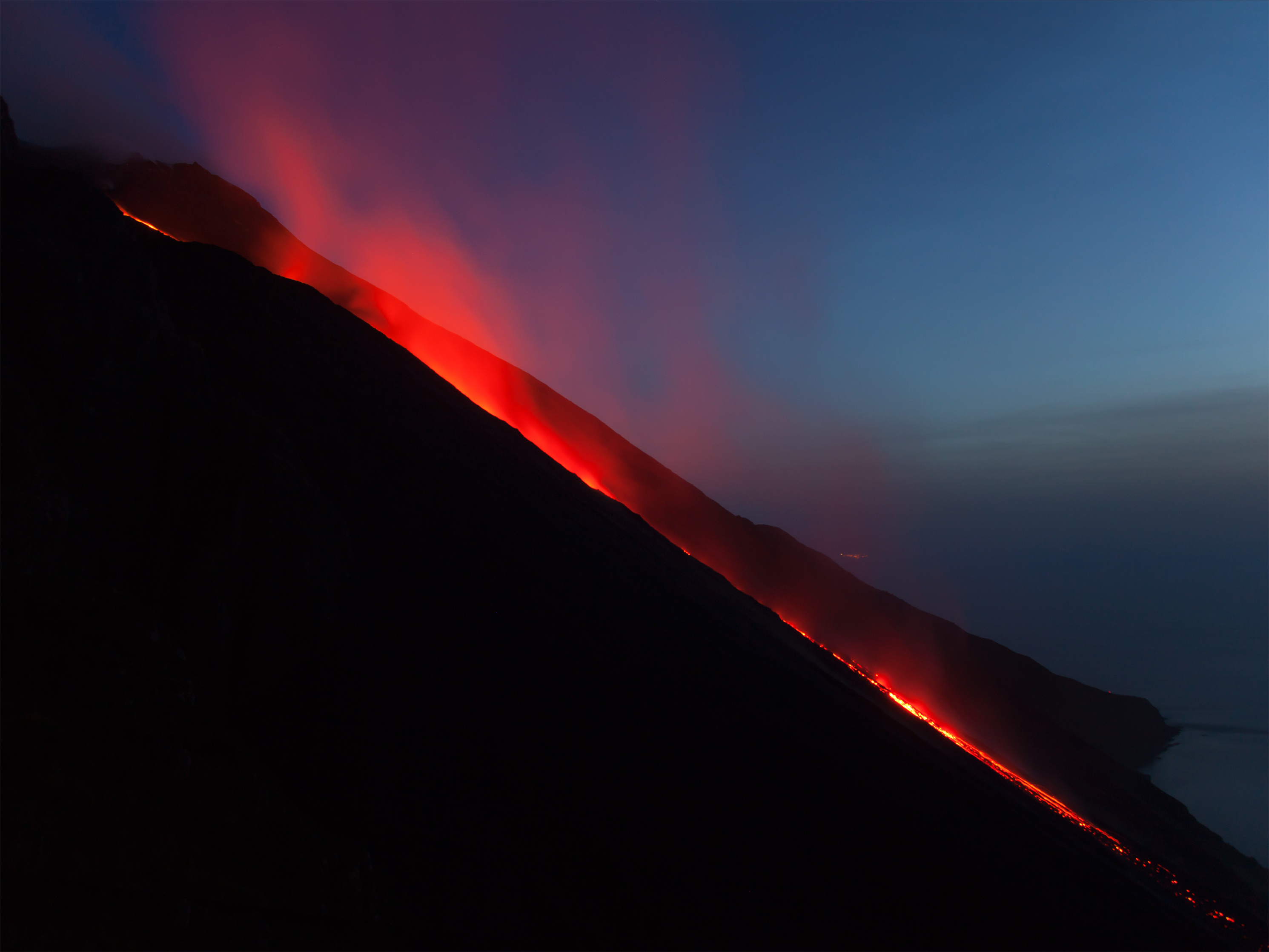
Sciara del Fuoco (2014)

Mit Sciara del Fuoco  wird die Nordwestflanke des Vulkans Stromboli auf der gleichnamigen Insel im südlichen Tyrrhenischen Meer bezeichnet. In ihr sammelt sich der größte Teil des pyroklastischen Materials, das bei den Strombolianischen Eruptionen entsteht und dann ins Meer rollt.

## Etymologie
Das aus dem Sizilianischen stammende Wort sciara ist eine der Überlagerung des arabischen سيارا (ša῾ra) (dt. fruchtloses, ödes Land) mit einer Derivation des lateinischen flagrare (dt. brennen). Im Deutschen wird sie als „Feuerrutsche“ bezeichnet.

## Geologie
Der subaerische Bereich der bis zu 38° steilen und 700 m hohen Vulkanflanke reicht vom Kraterbereich bis zum Meeresspiegel. Sie setzt sich unter der Wasseroberfläche fort und erreicht eine Tiefe von 750±50 m, womit die Flanke eine Gesamtlänge von 1450±50 m aufweist. Die hufeisenförmige Sciara ist an ihrer breitesten Stelle etwa 3 km breit.
Neben pyroklastischem Material fließt bei Effusiven Ausbrüchen auch der Großteil der Lava über die Sciara del Fuoco ab. Durch die ständigen Auswürfe des vulkanischen Materials und durch Erosion, die sich insbesondere an den steileren Stellen und am Küstenstreifen bemerkbar macht, wird die Flanke kontinuierlich neu geformt.
Geologisch gesehen ist die Sciara del Fuoco eine Senke, die teilweise mit vulkanischen Material aufgefüllt ist. Eine zweite Senke liegt an der südöstlichen Flanke des Vulkans und trägt den Namen Rina Grande (sizilianisch für „großer Sand“).

## Entstehung

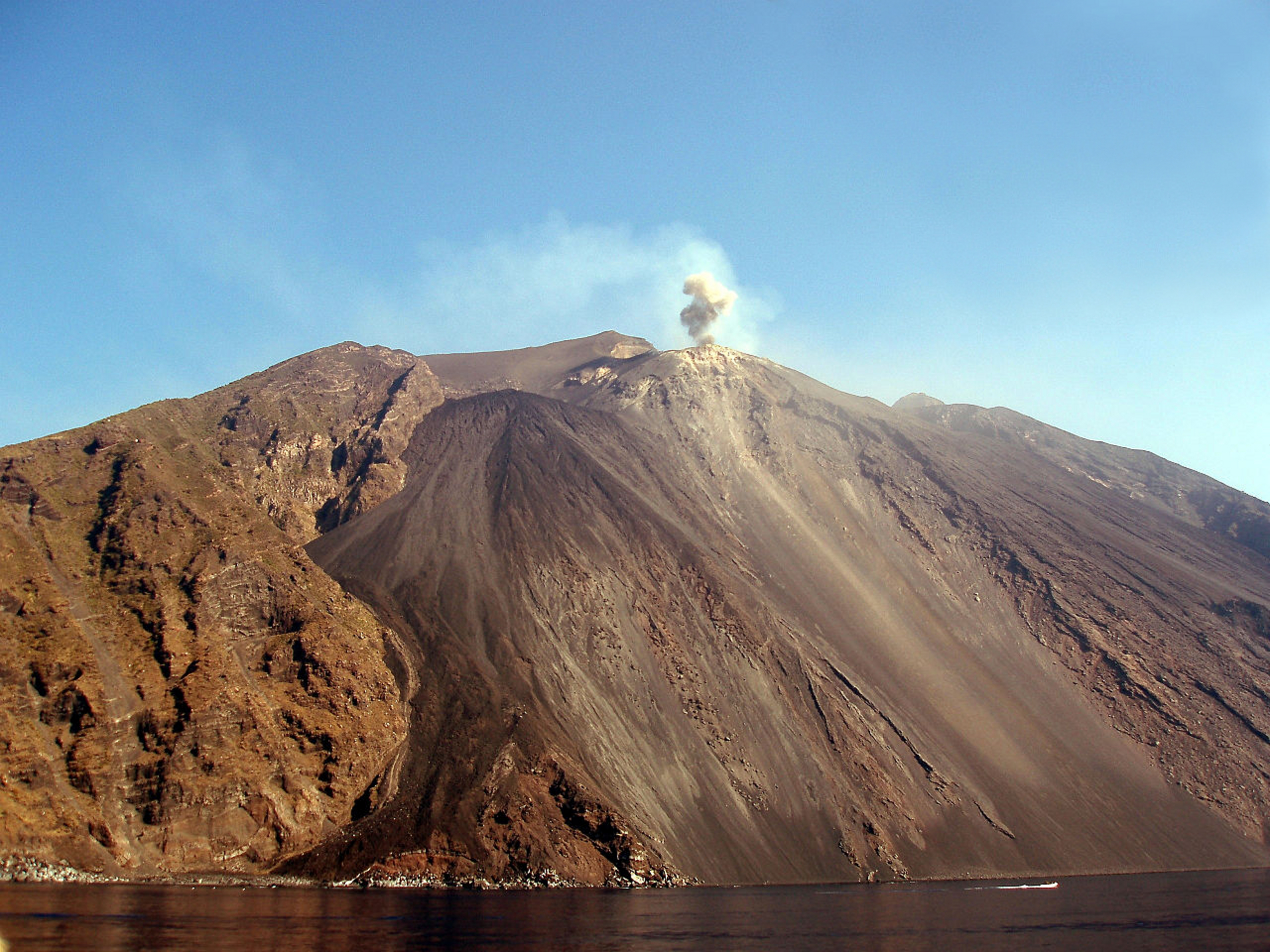
Der nordwestliche Bereich der Sciara del Fuoco mit der deutlich erkennbaren Abbruchkante, bekannt als Filo del Fuoco. Im Vordergrund die Reste eines erstarrten Lavastroms

Die Sciara del Fuoco entstand vor etwa 5000 Jahren, nachdem die nordwestliche Flanke des Vulkankegels kollabierte. Er war der letzte von vier verheerenden Einstürzen der Nordwestflanke, die sich in den letzten 13.000 Jahren am Stromboli ereigneten. Der erste und größte Einsturz hatte ein Volumen von 2,23±0,87 km³, während der Einsturz der zur Bildung der Sciara del Fuoco führte, ein Volumen von 0,73±0,22 km³ hatte. Auslöser waren jeweils mehrere gleichzeitig auftretende Faktoren, die sich auf die Stabilität des Hanges auswirkten und zum Teil durch die Aktivität des Vulkans selbst bedingt waren, wie der Auswurf vulkanischen Materials, der Anstieg des Meeresspiegels nach der letzten Kaltzeit und die Erosion. Eine Rolle spielten aber auch Magmainfiltrationen und der geomorphologische Aufbau des Stromboli selbst.
Von der Sciara del Fuoco lösen sich in unregelmäßigen Abständen auch Trümmerlawinen unterschiedlicher Größe. Eine solche Trümmerlawine war Ende Dezember 2002 Auslöser eines Tsunamis. Letzterer verursachte erhebliche Schäden im nördlichen Teil der Insel, als die mehr als 10 m hohe Welle 130 m weit in das Landesinnere vordrang. Da sich das Ereignis im Winter ereignete, befanden sich nur wenige Personen auf der Insel, so dass niemand zu Schaden kam. Die Wellen waren noch an den Küsten Siziliens, Kampaniens und Kalabriens auszumachen.
Vulkanologen haben berechnet, dass eine kollabierende Sciara mit einem Volumen von 1 km³ eine Tsunamiwelle mit einer Höhe von 50 m in unmittelbarer Nähe der Abbruchstelle und von 20 bis 30 m Höhe auf der übrigen Insel verursachen würde. Katastrophale Folgen wären auch an der kalabrischen und sizilianischen Küste zu erwarten, auf die stellenweise eine bis zu 8 m hohe Welle zurollen würde. Von solchen Einstürzen oder Teilenstürzen der Sciara gehen daher die größten Gefahren des Stromboli aus. Vor allem der unter dem Meeresspiegel liegende Bereich des Hanges gilt aufgrund der Menge des aufliegenden Materials und seiner Neigung von 45° als äußerst instabil.
Ob der Sciara-Einsturz vor etwa 5000 Jahren Auswirkungen auf die Bevölkerung der Liparischen Inseln während der Jungsteinzeit hatte, ist aufgrund der lückenhaften Datenlage nicht gesichert. Da aus den vorliegenden Daten hervorgeht, dass es zu dem Zeitpunkt des Kollaps zu einem signifikanten demographischen Knick auf den Inseln kam, ist ein Zusammenhang durchaus in Erwägung zu ziehen.